# 拉迪沃伊·科拉奇
拉迪沃伊·科拉奇（羅馬化：Radivoj Korać，1938年11月5日—1969年6月2日），塞尔维亚男子篮球运动员。他曾代表南斯拉夫国家队参加1960年、1964年和1968年夏季奥林匹克运动会篮球比赛，获得一枚银牌。